# محمد عدوية
محمد أحمد عدوية (ولد في 11 مارس 1976)، هو مغني مصري، وهو ابن النجم الشعبي الشهير أحمد عدوية، حقق نجاحا كبيرا بعد إصدار ألبومين فقط مما جعله واحدا من أفضل المغنين الشباب على الساحة المصرية.

## سيرته الذاتية
ولد محمد عدوية يوم الخميس (11 مارس 1976)، وهو ابن المغني الشعبي الشهير أحمد عدوية.
بدايته كانت وعمره 9 سنوات عندما سمعه والده 'يدندن' لأول مرة وكان وقتها يرتدي ملابسه للذهاب إلي إحدى حفلاته وهو يردد'يا ليل' على طريقته المعروفة فقال له بعد أن فتح باب الغرفة فجأة 'قول تاني' فقال يا ليل ونغمها بمقام الصبا فقال له مرة ثانية: 'واد يا محمد أنت صوتك حلو ياه أنت موهوب بجد' واندهش لأنه لم يظهر هذه الموهبة من قبل في أي مناسبة ورغم أنه توقع له أن يكون فنانا يوما ما إلا أنه حذره من دخول الوسط الفني أو عالم الفن لأنها مهنة صعبة وشاقة ونصحه بالتفرغ للدراسة لأنه كان يتمنى أن يكون طبيبا أو مهندسا.

غنى أمام حسن أبو السعود وصفق له بشدة وطلب من والده أن يعمل له ألبوم في أسرع وقت ممكن وبالفعل عمل ألبوم 'علمني أغني' وكان عمره 14 عاما وذلك في عام 1993 وشاركه أحمد عدوية في الأغنيات ولاقى الألبوم نجاحا كبيرا لأنه كان صغيرا وأدى بمقامات شرقية صعبة وبعدها عمل ألبومين آخرين هما 'هنعمل ايه' و'لما تسيبونا' بعد ذلك توقف فترة طويلة بحكم الطبيعة لأن الصوت يتغير من سن لسن.

وعندما أراد العودة وجد شركات الإنتاج تشترط عليه أن يغني ألبوم شعبيا مثل أغاني والده وهو الأمر الذي رفضه
حتى تقابل مع المنتج ياسر حسنين الذي أحتضنه وهو منتج متميز يحب الموسيقى والاختلاف في صناعة الموسيقى ووقع محمد عدوية مع المنتج ياسر حسنين وشركة 'كلمة' وأصدرت شركة كلمة ألبوم 'الطيب أحسن' ثم ألبوم 'من كلمتين'. وفي أوائل 2011 يتم طرح ألبومة الجديد المولد.

## الحياة الفنية
في 1993 بدايته وغنى مع والده أحمد عدوية وأصدرت شركة والده (عدويات) ثلاث ألبومات هما: علمني أغني - لما تسيبونا -
هنعمل ايه.

في 2002 وأصدرت شركة كلمة والمنتج ياسر حسنين أول أغنية لمحمد عدوية وهي (وشوش الناس).

في 2003 وأصدرت شركة كلمة والمنتج ياسر حسنين أول ألبوم الطيب أحسن، ثم شارك مع فريق (أم تي أم) في أغنية كل ليلة بسهر وصور أغنية الطيب أحسن بطريقة الفيديو كليب.

في 2004 أغنية واحد وظهرت في ألبوم كلمة التي أصدرته شركة كلمة والمنتج ياسر حسنين.

في 2005 أغنية طولت السجدة كدعاء في رمضان وأغنية أيوة بحبك.

في 2006 وأصدرت شركة كلمة والمنتج ياسر حسنين ألبوم من كلمتين وحصل على جائزة أفضل نجم شاب من جامعة القاهرة.

في 2007 أغنية فيلم 45 يوم (متكلمش) وأغنية الله عليك يا اهلي أحتفالاً بمئوية النادي الأهلي.

في 2008 غنى مع تاكي عضو فريق أم تي أم أغنية مدرسة الحياة وصوره بطريقة الفيديو كليب وسوف تتطرح في ألبومة الجديد.

## الألبومات
- الطيب أحسن 2001
- من كلمتين 2006
- المولد 2011

## وصلات خارجية
- محمد عدوية على موقع IMDb (الإنجليزية)
- محمد عدوية على موقع قاعدة بيانات الأفلام العربية